# Sonata per a dos pianos en re major (Mozart)

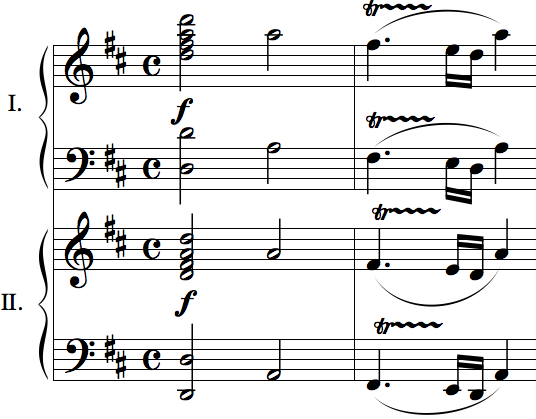
Inici de la sonata.

La Sonata per a dos pianos en re major, K. 448/375a, és una obra per a piano composta l'any 1781 per Wolfgang Amadeus Mozart, a l'edat de 25 anys. Està escrita, en estricta forma sonata-allegro, en tres moviments.

## Història
La sonata va ser composta amb motiu d'una interpretació que Mozart volia oferir a la pianista Josephine von Aurnhammer. Mozart la va compondre en estil galant, amb melodies entrellaçades i cadències simultànies. Aquesta és l'única sonata que va compondre per a dos pianos.
Aquesta sonata ha sigut a si mateixa utilitzada en l'actualitat a l'estudi científic que experimenta la teoria de l'anomenat Efecte Mozart, suggerint que la música clàssica, particularment la de Mozart, incrementa l'activitat cerebral més positivament que altres tipus de música. Aquest "Efecte Mozart" ha sigut qüestionat en repetides ocasions.

## Estructura
L'obra consta de tres moviments:
1. Allegro con spirito.
2. Andante.
3. Molto Allegro.

## Descripció

### Allegro con spirito
El primer moviment comença en re major, i estableix el centre tonal amb una gran introducció. Els dos pianos divideixen la melodia principal en l'exposició, i quan el tema es presenta tots dos ho toquen simultàniament. Mozart empra poc temps en el desenvolupament introduint un nou tema diferent, i comença la recapitulació, repetint el primer tema.
 Primer moviment (?·pàg.)

### Andante
El segon moviment en la seva totalitat és interpretat íntegrament en tempo Andante, en un pas molt relaxat. La melodia és interpretada per tots dos pianos, però no hi ha un ferm clímax en aquest moviment. Està escrit en una estricta forma ABA.

### Molto Allegro
El tercer moviment comença amb un tema galopant. Les cadències utilitzades en aquest moviment són similars a les de la cèlebre sonata per a piano núm. 11.

## Efecte Mozart
D'acord amb la British Epilepsy Organization (Organització Britànica de l'Epilèpsia), les investigacions han suggerit que el K. 448/375a de Mozart pot provocar l'"Efecte Mozart", en tant que en escoltar la sonata per a piano millora la capacitat de raonament espacial i es redueix el nombre d'atacs en persones amb epilèpsia.